# Tennesseellum formica
Tennesseellum formica (Emerton, 1882) è un ragno appartenente alla famiglia Linyphiidae.
È l'unica specie nota del genere Tennesseellum.

## Distribuzione
La specie è stata rinvenuta negli USA e in Canada.

## Tassonomia
Dal 2008 non sono stati esaminati altri esemplari, né sono state descritte sottospecie al 2012.

### Sinonimi del genere
- Tennesseellum minutum Petrunkevitch, 1925; posta in sinonimia con T. formica (Emerton, 1882) a seguito di un lavoro dell'aracnologo Kaston (1945b), su considerazioni espresse in un lavoro di Crosby & Bishop del 1931[2].
- Tennesseellum transversum (Crosby, 1905); trasferita dal genere Walckenaeria Blackwall, 1833, quando aveva la denominazione di Prosopotheca e posta in sinonimia con T. formica (Emerton, 1882) a seguito di un lavoro dell'aracnologo Kaston (1945b), su considerazioni espresse in un lavoro di Crosby & Bishop del 1931[2].